# Mar Carrera
Mar Carrera, meglio nota come Mercè Carrera Güenaga (Barcellona, 7 gennaio 1964), è un'attrice spagnola.

## Biografia
Ha iniziato la sua carriera nel 2003 prendendo parte soprattutto in cortometraggi e serie televisive.
Il suo debutto cinematografico arriva nel 2005 con il film The Legend of Zorro.
Nel 2009 è nel cast di Pasión Morena.